# (35098) 1991 GB7
1991 جي بي 7 (ويعرف أيضًا باسم (35098) 1991 جي بي 7 وفق تسمية الكوكب الصغير) (بالإنجليزية: 1991 GB7)‏ هو كويكب ضمن حزام الكويكبات؛ وترتيبه 35098 من حيث الاكتشاف.
اكتُشف هذا الجُرم الفلكي بواسطة إيريك والتر إلست في 8 أبريل 1991.

## وصلات خارجية
- (35098) 1991 GB7 في قاعدة بيانات مختبر الدفع النفاث لأجرام النظام الشمسي الصغيرة

- الاكتشاف · مخطط المدار ·  العناصر المدارية · المعلمات المادية

- (35098) 1991 GB7 على موقع ويكي سكاي: DSS2, SDSS, GALEX, IRAS, Hydrogen α, X-Ray, Astrophoto, Sky Map, Articles and images